# آتنهوفن
آتنهوفن (به آلمانی: Attenhofen) یک شهر در آلمان است که در کلهایم واقع شده‌است.